# 잘라내기, 복사, 붙여넣기

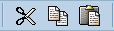
잘라내기, 복사, 붙여넣기 아이콘

인간과 컴퓨터 상호 작용에서 잘라내서 붙여넣기와 복사해서 붙여넣기는 문자열, 자료, 파일, 객체를 한 대상에서 다른 곳으로 전송하기 위한 사용자 인터페이스의 본보기를 제공한다. 이러한 본보기는 마우스와 같은 포인팅 장치를 사용하는 그래픽 사용자 인터페이스와 결합되어 있다. 이를테면, 드래그 앤 드롭이 있다.

## 잘라내기와 복사의 차이점

### 파일에 대한 예시
경로 A와 경로 B가 있고 경로 A에 파일 a가 있다 하자. 경로 A에 있는 파일 a를 잘라내서 경로 B에 붙여넣기를 실행할 시, 경로 A에 있는 파일 a가 경로 B로 옮겨져 경로 A에는 아무 파일도 없고 경로 B에 파일 a가 존재하게 된다. 경로 A에 있는 파일 a를 복사해서 경로 B에 붙여넣기를 실행할 시, 경로 A와 경로 B 두 경로에 파일 a가 존재하게 된다.

## 일반 기능
|                  | 잘라내기(Cut)                    | 복사(Copy)             | 붙여넣기(Paste)         |
| ---------------- | -------------------------------- | ---------------------- | ----------------------- |
| 일반/애플        | ⌘ Cmd+X                          | ⌘ Cmd+C                | ⌘ Cmd+V                 |
| 윈도/그놈/KDE    | Ctrl+X / ⇧ Shift+Delete          | Ctrl+C / Ctrl+Insert   | Ctrl+V / ⇧ Shift+Insert |
| BeOS             | alt+X                            | alt+C                  | alt+V                   |
| 공통 사용자 접근 | ⇧ Shift+Delete                   | Ctrl+Insert            | ⇧ Shift+Insert          |
| Emacs            | Ctrl+W (표시) Ctrl+K (줄 끝으로) | meta+W (표시)          | Ctrl+Y                  |
| vi               | d (삭제)                         | y (당기기)             | p (붙여넣기)            |
| X 윈도 시스템    |                                  | 클릭하여 드래그 (강조) | 가운데 마우스 단추      |

## 같이 보기
- Ctrl 키
- 클립보드